# Sophie Scholl
Sophia Magdalena Scholl (n. 9 mai 1921, Forchtenberg - d. 22 februarie 1943, München) a fost o studentă germană, activă în grupul de rezistență nonviolent Trandafirul Alb, în Germania Nazistă. Ea a fost condamnată pentru înaltă trădare după ce a fost găsită distribuind pliante antirăzboi la Universitatea din München, cu fratele ei Hans. Ca urmare, au fost executați cu ghilotina.
Începând cu anii 1970, Scholl a fost sărbătorită, ca fiind unul dintre marii eroi germani, care s-au opus activ celui de-al Treilea Reich în timpul celui de-al Doilea Război Mondial.

## Începutul vieții
Când ea s-a născut, tatăl lui Sophie, Robert, era primarul localității Forchtenberg am Kocher. Sophie a fost cea de-a patra din cei șase copii:
1. Inge Aicher-Scholl (1917–1998)[1][2]
2. Hans Scholl (1918–1943)
3. Elisabeth Scholl Hartnagel (n. 1920), casatorită cu iubitul pe termen lung al lui Sophie, Fritz Hartnagel.
4. Sophie Scholl (1921–1943)
5. Werner Scholl (1922–1944) dispărut în acțiune  și presupus mort în iunie 1944.
6. Thilde Scholl (1925–1926)

Sophie a fost crescută ca luterană. A mers la școală la șapte ani, învățând repede și având o copilărie lipsită de griji. În 1930 familia ei s-a mutat în Ludwigsburg, iar mai apoi pentru doi ani la Ulm unde tatăl ei avea o firmă  pentru consultanță în afaceri.
În 1932, Scholl a început frecventarea unei școli secundare de fete. La vârsta de doisprezece ani, ea a ales să se alăture Bund Deutscher Mädel (Liga Fetelor Germane), la fel ca majoritatea colegelor ei, dar entuziasmul ei inițial a dat treptat loc criticii. Ea a fost conștientă de opiniile divergente politice ale tatălui său, ale prietenilor, și, de asemenea, ale unor profesori.
Atitudinea politică a devenit un criteriu esențial în alegerea prietenilor ei. Arestarea fraților și a prietenilor ei în 1937, pentru participarea la Mișcarea Tineretului German, a lăsat o impresie puternică asupra ei.
Avea talent pentru desen și pictură și pentru prima dată a intrat în contact cu câteva așa-numite artiste „degenerate”. Cititoare pasionată, ea a dezvoltat un interes în creștere pentru filozofie și teologie. Credința ei creștină fermă în Dumnezeu și în demnitatea fiecărei ființe umană a stat la baza rezistenței ei împotriva ideologiei naziste. Această covingere a fost fundamentală pentru a-i forma o viziune despre lumea din jurul ei, care era fundamental diferită de cea expusă de socialismul național, care era în momentul morții ei singura admisă de statul nazist.